# La seconda ombra
| « | Quan metges i infermeres em van torturar amb l'excusa de tractar-me, em vaig refugiar a la meva segona ombra, i ja no sentia res | » |

La seconda ombra és una pel·lícula italiana de l'2000 dirigida per Silvano Agosti. Tracta els fets vinculats a Franco Basaglia, director de l'asil mental de Gorizia i promotor de la llei que porta el seu nom que va revolucionar el concepte mental del pacient.

## Argument
Sota la disfressa d'un repartidor, el nou director de l'hospital psiquiàtric de Gorizia s'adona de les condicions en què viuen els pacients de l'hospital psiquiàtric.
Entre electroxoc, lobotomia, camises de força, pallisses i reclusió, els malalts mentals viuen en una situació horrorosa. Esdevingut director, aconsegueix canviar el rol operatiu dels metges i infermeres i millorar les condicions de vida dels pacients. S'aprofitarà el gran jardí de l'hospital abans tancat als pacients per a passejades i dinars a l'aire lliure. Vindrà a proposar l'enderrocament del mur que separa els malalts de la resta de la societat i així passarà.

## Repartiment
- Remo Girone: Franco Basaglia
- Victoria Zinny: Franca Ongaro
- Eva Mauri
- Edo Basso

## Producció
La major part del repartiment està format per persones que realment treballaven o vivien als hospitals psiquiàtrics de Gorizia i Trieste.
El títol de la pel·lícula hauria d'haver estat "Il muro", «perquè volia explicar aquest moment de conte de fades en què Basaglia va dir als seus 1200 presos que enderroquem el mur perquè la gent vegi què és l'hospital mental, i jo vaig construir aquest conte de fades d'aquests personatges extraordinaris que decideixen enderrocar la barrera física que els separa del món que els envolta, amb l'esperança en va que caiguin també totes les altres barreres... Vaig titular la pel·lícula la segona ombra perquè el personatge em va impactar profundament, mireu aquesta síntesi perfecta de 250 anys de realitat de l'hospital mental: "Quan metges i infermeres em torturaven amb l'excusa de tractar-me, em refugiava a la meva segona ombra, i ja no sentia res". I quina és la segona ombra potser? És el destí que cada persona no ha viscut i no està vivint. Seria extraordinàriament estimat per a mi si la gent es preguntés almenys un cop al mes o a la setmana, "però estic vivint el destí que havia predit i que volia. viure?". M'agradaria molt que la majoria de la gent respongués que sí, fins ara crec que les coses estan organitzades de tal manera que és del tot impossible respondre que sí".